# 中华人民共和国第五机械工业部
中华人民共和国第五机械工业部简称“五机部”，是中华人民共和国国务院曾于1963年至1982年设置的组成部门，主管兵器工业，1982年改为兵器工业部。

## 沿革史
1963年，第五机械工业部由第三机械工业部分出。
1979年，第五机械工业部在重庆成立了四川兵器工业管理局，受第五机械工业部和重庆市人民政府的双重领导。相继成立“嘉陵”摩托车经济联合体、“铁马”重型汽车联合体、“长安”微型汽车联合体。
1982年，第五届全国人民代表大会常务委员会第二十三次会议审议了国务院机构改革实施方案和赵紫阳总理关于国务院机构改革进展情况和三项议案的说明，决定由第五机械工业部改名改制设立兵器工业部。

## 内设机构
- 办公厅
- 坦克局
- 导弹局
  - 反坦克导弹处
- 科技局
  - 标准化处

## 历任部长
1. 邱创成
2. 邱创成（革委会主任）
3. 李成芳（革委会主任）
4. 李成芳
5. 张珍